# Marino Caprucci
Marino Caprucci (L'Aquila, ... – Roma, 1626) è stato un religioso, politico e scrittore italiano, la cui opera storiografica rientra nel filone delle cronache aquilane.

## Biografia
Nato all'Aquila da un'antica famiglia aristocratica cittadina, fu prevosto della chiesa di San Niccolò della Genca, oggi scomparsa. Scrisse la Descrizione di Aquila intorno al 1617, ma l'opera fu solo abbozzata e mai pubblicata; dalla sua narrazione si evince comunque una volontà di esaltazione della tradizione e delle origini, elemento condiviso anche con il contemporaneo cronachista Claudio Crispomonti. Entrato nella vita politica della città, quando l'orientamento cittadino volse a suo sfavore fu costretto a fuggire a Roma, ma venne inseguito e ucciso.